# Wurmannsquick
Wurmannsquick – gmina targowa w Niemczech, w kraju związkowym Bawaria, w rejencji Dolna Bawaria, w regionie Landshut, w powiecie Rottal-Inn. Leży około 15 km na południowy zachód od Pfarrkirchen, przy drodze B20.

## Dzielnice
W skład gminy wchodzą następujące dzielnice: 
- Wurmannsquick
- Hirschhorn
- Martinskirchen
- Rogglfing
- Langeneck
- Hickerstall
- Lohbruck